# 窄苞石豆兰
窄苞石豆兰（学名：Bulbophyllum rufinum）为兰科石豆兰属下的一个种。

## 扩展阅读
- 維基物種上的相關：窄苞石豆兰